# NGC 4173
NGC 4173 is een spiraalvormig sterrenstelsel in het sterrenbeeld Hoofdhaar. Het hemelobject werd op 11 april 1785 ontdekt door de Duits-Britse astronoom William Herschel. Samen met NGC 4169, NGC 4174 en NGC 4175 vormt NGC 4174 Hickson Compact Group 61.

## Synoniemen
- UGC 7204
- KUG 1209+294A
- MCG 5-29-33
- HCG 61B
- ZWG 158.43
- FGC 1382
- PGC 38897